# Althawra Sports City Stadium
Das Althawra Sports City Stadium (arabisch ملعب مدينة الثورة الرياضية, DMG Malʿab Madīnat aṯ-Ṯaura ar-riyāḍiyya) ist ein Fußballstadion mit Leichtathletikanlage in der jemenitischen Hauptstadt Sanaa. Die 1986 eröffnete Anlage bietet bis zu 25.000 Zuschauern Platz. Die jemenitische Fußballnationalmannschaft und der Fußballverein Al-Ahli Sanaa tragen hier ihre Heimspiele aus. Die Spielstätte ist Teil der Al-Thawra Sports City.
Während der Militärintervention im Jemen in der Operation Decisive Storm wurde die Anlage 2015 von den Streitkräften Saudi-Arabiens durch Kampfflugzeuge schwer beschädigt.